# عقدة ثلاثية التوائم
عقدة العصب الثلاثي التوائم  (أو عقدة غاسر، أو العقدة الهلالية) هي عقدة حسية للعصب ثلاثي التوائم وتقع في أحد تجاويف الأم الجافية (ويسمى كهف ميكل)، وتغطي الطبعة ثلاثية التوائم بالقرب من قمة الجزء الصخري من العظم الصدغي.

## التركيب
تأخذ العقدة ثلاثية التوائم شكل الهلال إلى حد ما، ويتجه تحدبها إلى الأمام، ويرتبط بها (من الناحية الإنسية) الشريان السباتي الباطن والجزء الخلفي من الجيب الكهفي.
يمتد الجذر الحركي أمام الجذور الحسية ثم مجوارا لها من الناحية الإنسية، ثم يمر تحت العقدة؛ ويترك الجمجمة عبر الثقبة البيضوية، ويلتحق بعصب الفك السفلي تحت هذه الثقبة مباشرة.
يقع العصب الصخري السطحي الأكبر أيضًا تحت العقدة.
وتزود هذه العقدة خيمة المخيخ والأم الجافية (في حفرة القحف المتوسطة) بأعصاب دقيقة.

## الأهمية السريرية
عقب الشفاء من عدوى الهربس الأولية، فإن الفيروس المسبب لها لا يخرج من الجسم، بل يبقي حالة كمون داخل العقدة الثلاثية التوئم.
كما يمكن استخدام التخثير الحراري أو حقن الجلسرين في العقدة الثلاثية التوائم بغرض علاج الألم العصبي الثلاثي التوائم .

## روابط خارجية
- رسم تخطيطي في جامعة مانيتوبا
- رسم تخطيطي (مثل "Gasserian Ganglion") على frca.co.uk
- grossanatomy/dissector/labs/h_n/cranium/cn3_1a.htm في موقع (MedEd) التابع لجامعة لويولا.
- ancil-484 في نيورونيمز.
- درسٌ تشريحي حول cranialnerves مُعدٌ بواسطة ويسلي نورمان (جامعة جورجتاون). ( V )